# Margaretha van Roemenië
Margaretha van Roemenië (Lausanne, 26 maart 1949) is een Roemeense prinses uit het huis Hohenzollern-Sigmaringen.
Zij is de oudste dochter van ex-koning Michaël I van Roemenië en Anne van Bourbon-Parma. Zij groeide met haar vier jongere zusters op in Zwitserland en Engeland. Tijdens haar studie had ze een relatie met de latere Britse premier Gordon Brown. Margaretha studeerde politieke wetenschappen aan de Universiteit van Edinburgh. Vervolgens werkte ze als onderzoekster bij verschillende Britse universiteiten aan programma's die werden gefinancierd door de Wereld Gezondheidsorganisatie. In 1983 verhuisde ze naar Rome, waar ze ging werken bij de FAO. Daar zou ze blijven tot 1989. Toen vertrok ze naar Genève om, aan de zijde van haar vader, te werken bij een groot liefdadigheidsproject voor Roemenië. 

## Huwelijk
Op 21 september 1996 trouwde ze met de elf jaar jongere Roemeense zakenman Radu Duda. Frederik Willem van Hohenzollern, die op dat moment nog de eerste in lijn voor de Roemeense troonopvolging was, gaf toestemming om de niet erkende titel prins van Hohenzollern-Veringen te voeren, die Duda nu niet meer gebruikt. 
Op 30 december 2007 kondigde ex-koning Michaël onverwacht per decreet aan dat Margaretha zijn opvolger zou zijn. Zij werd nu "officieel" kroonprinses van Roemenië. Haar echtgenoot werd in hetzelfde decreet tot prins van Roemenië en toekomstig prins-gemaal van Roemenië benoemd. Deze titels hebben geen basis in de wet maar zijn slechts gebaseerd op het besluit van de ex-koning.

## Titels en onderscheidingen

### Onderscheidingen

#### Nationale onderscheidingen
- Soeverein Ridder Grootkruis met Kraag van de Koninklijke Orde van Carol I
- Soeverein Ridder Grootkruis van de Koninklijke Orde van de Kroon

#### Buitenlandse onderscheidingen
- Frankrijk: Officier van de Orde van het Legioen van Eer[2][3]
- Italië
  - Soevereine Militaire Orde van Malta: Ridder van Justitie van de Soevereine Militaire Orde van Malta, Speciale Klasse[4][5]
- Portugese Koninklijke Familie: Dame Grootkruis Koninklijke Orde van de Heilige Isabella[6]

## Voorgeslacht
| Stamboom Kroonprinses Margaretha van Roemenië (1949)   | Stamboom Kroonprinses Margaretha van Roemenië (1949)                                                                          | Stamboom Kroonprinses Margaretha van Roemenië (1949)                                                                          | Stamboom Kroonprinses Margaretha van Roemenië (1949)                                                                                | Stamboom Kroonprinses Margaretha van Roemenië (1949)                                                                                | Stamboom Kroonprinses Margaretha van Roemenië (1949)                                                              | Stamboom Kroonprinses Margaretha van Roemenië (1949)                                                              | Stamboom Kroonprinses Margaretha van Roemenië (1949)                                                                              | Stamboom Kroonprinses Margaretha van Roemenië (1949)                                                                              | Stamboom Kroonprinses Margaretha van Roemenië (1949)                                                               | Stamboom Kroonprinses Margaretha van Roemenië (1949)                                                               | Stamboom Kroonprinses Margaretha van Roemenië (1949)                                                              | Stamboom Kroonprinses Margaretha van Roemenië (1949)                                                              | Stamboom Kroonprinses Margaretha van Roemenië (1949)                                                     | Stamboom Kroonprinses Margaretha van Roemenië (1949)                                                     | Stamboom Kroonprinses Margaretha van Roemenië (1949)                                               | Stamboom Kroonprinses Margaretha van Roemenië (1949)                                               |
| ------------------------------------------------------ | --- | --- | --- | --- | --- | --- | --- | --- | --- | --- | --- | --- | --- | --- | -------------------------------------------------------------------------------------------------- | -------------------------------------------------------------------------------------------------- |
| Betovergrootouders                                     | Prins Leopold, Prins von Hohenzollern (1835-1905) x 1861-1905 Infante Antónia van Portugal (1845-1913)                        | Prins Leopold, Prins von Hohenzollern (1835-1905) x 1861-1905 Infante Antónia van Portugal (1845-1913)                        | Prins Alfred I, Hertog van Saksen-Coburg en Gotha (1844-1900) x 1874-1900 Groothertogin Maria Aleksandrovna van Rusland (1853-1920) | Prins Alfred I, Hertog van Saksen-Coburg en Gotha (1844-1900) x 1874-1900 Groothertogin Maria Aleksandrovna van Rusland (1853-1920) | Koning George I van Griekenland (1845-1913) x 1867-1913 Groothertogin Olga Konstantinovna van Rusland (1851-1926) | Koning George I van Griekenland (1845-1913) x 1867-1913 Groothertogin Olga Konstantinovna van Rusland (1851-1926) | Keizer Frederik III van Duitsland (1831-1888) x 1858-1888 Prinses Victoria, Prinses Royal van het Verenigd Koninkrijk (1840-1901) | Keizer Frederik III van Duitsland (1831-1888) x 1858-1888 Prinses Victoria, Prinses Royal van het Verenigd Koninkrijk (1840-1901) | Prins Charles III, Hertog van Parma (1823-1854) x 1845-1854 Prinses Louise Maria Thérèsa van Frankrijk (1819-1864) | Prins Charles III, Hertog van Parma (1823-1854) x 1845-1854 Prinses Louise Maria Thérèsa van Frankrijk (1819-1864) | Infant Miguel van Portugal (1802-1866) x 1851-1866 Prinses Adelheid van Löwenstein-Wertheim-Rosenberg (1831-1909) | Infant Miguel van Portugal (1802-1866) x 1851-1866 Prinses Adelheid van Löwenstein-Wertheim-Rosenberg (1831-1909) | Koning Christiaan IX van Denemarken (1818-1906) x 1842-1989 Prinses Louise van Hessen-Kassel (1817-1898) | Koning Christiaan IX van Denemarken (1818-1906) x 1842-1989 Prinses Louise van Hessen-Kassel (1817-1898) | Prins Robert van Orléans (1840-1910) x 1863-1910 Prinses Françoise van Orléans (1844-1925)         | Prins Robert van Orléans (1840-1910) x 1863-1910 Prinses Françoise van Orléans (1844-1925)         |
| Overgrootouders                                        | Koning Ferdinand I van Roemenië (1865-1927) x 1893-1927 Prinses Marie van Saksen-Coburg en Gotha en van Edinburgh (1875-1938) | Koning Ferdinand I van Roemenië (1865-1927) x 1893-1927 Prinses Marie van Saksen-Coburg en Gotha en van Edinburgh (1875-1938) | Koning Ferdinand I van Roemenië (1865-1927) x 1893-1927 Prinses Marie van Saksen-Coburg en Gotha en van Edinburgh (1875-1938)       | Koning Ferdinand I van Roemenië (1865-1927) x 1893-1927 Prinses Marie van Saksen-Coburg en Gotha en van Edinburgh (1875-1938)       | Koning Constantijn I van Griekenland (1868-1923) x 1889-1923 Prinses Sophie van Pruisen (1870-1932)               | Koning Constantijn I van Griekenland (1868-1923) x 1889-1923 Prinses Sophie van Pruisen (1870-1932)               | Koning Constantijn I van Griekenland (1868-1923) x 1889-1923 Prinses Sophie van Pruisen (1870-1932)                               | Koning Constantijn I van Griekenland (1868-1923) x 1889-1923 Prinses Sophie van Pruisen (1870-1932)                               | Prins Robert I, Hertog van Parma (1848-1907) x 1884-1907 Maria Antonia van Bragança (1862-1959)                    | Prins Robert I, Hertog van Parma (1848-1907) x 1884-1907 Maria Antonia van Bragança (1862-1959)                    | Prins Robert I, Hertog van Parma (1848-1907) x 1884-1907 Maria Antonia van Bragança (1862-1959)                   | Prins Robert I, Hertog van Parma (1848-1907) x 1884-1907 Maria Antonia van Bragança (1862-1959)                   | Prins Waldemar van Denemarken (1858-1939) x 1885-1909 Prinses Marie van Orléans (1865-1909)              | Prins Waldemar van Denemarken (1858-1939) x 1885-1909 Prinses Marie van Orléans (1865-1909)              | Prins Waldemar van Denemarken (1858-1939) x 1885-1909 Prinses Marie van Orléans (1865-1909)        | Prins Waldemar van Denemarken (1858-1939) x 1885-1909 Prinses Marie van Orléans (1865-1909)        |
| Grootouders                                            | Prins Carol (1893-1953) x 1921-1928 Prinses Helena van Griekenland en Denemarken (1896-1982)                                  | Prins Carol (1893-1953) x 1921-1928 Prinses Helena van Griekenland en Denemarken (1896-1982)                                  | Prins Carol (1893-1953) x 1921-1928 Prinses Helena van Griekenland en Denemarken (1896-1982)                                        | Prins Carol (1893-1953) x 1921-1928 Prinses Helena van Griekenland en Denemarken (1896-1982)                                        | Prins Carol (1893-1953) x 1921-1928 Prinses Helena van Griekenland en Denemarken (1896-1982)                      | Prins Carol (1893-1953) x 1921-1928 Prinses Helena van Griekenland en Denemarken (1896-1982)                      | Prins Carol (1893-1953) x 1921-1928 Prinses Helena van Griekenland en Denemarken (1896-1982)                                      | Prins Carol (1893-1953) x 1921-1928 Prinses Helena van Griekenland en Denemarken (1896-1982)                                      | Prins René van Bourbon-Parma (1894-1962) x 1921-1962 Prinses Margaretha van Denemarken (1895-1992)                 | Prins René van Bourbon-Parma (1894-1962) x 1921-1962 Prinses Margaretha van Denemarken (1895-1992)                 | Prins René van Bourbon-Parma (1894-1962) x 1921-1962 Prinses Margaretha van Denemarken (1895-1992)                | Prins René van Bourbon-Parma (1894-1962) x 1921-1962 Prinses Margaretha van Denemarken (1895-1992)                | Prins René van Bourbon-Parma (1894-1962) x 1921-1962 Prinses Margaretha van Denemarken (1895-1992)       | Prins René van Bourbon-Parma (1894-1962) x 1921-1962 Prinses Margaretha van Denemarken (1895-1992)       | Prins René van Bourbon-Parma (1894-1962) x 1921-1962 Prinses Margaretha van Denemarken (1895-1992) | Prins René van Bourbon-Parma (1894-1962) x 1921-1962 Prinses Margaretha van Denemarken (1895-1992) |
| Ouders                                                 | Koning Michaël I van Roemenië (1921-2017) x 1948-2016 Prinses Anne van Bourbon-Parma (1923-2016)                              | Koning Michaël I van Roemenië (1921-2017) x 1948-2016 Prinses Anne van Bourbon-Parma (1923-2016)                              | Koning Michaël I van Roemenië (1921-2017) x 1948-2016 Prinses Anne van Bourbon-Parma (1923-2016)                                    | Koning Michaël I van Roemenië (1921-2017) x 1948-2016 Prinses Anne van Bourbon-Parma (1923-2016)                                    | Koning Michaël I van Roemenië (1921-2017) x 1948-2016 Prinses Anne van Bourbon-Parma (1923-2016)                  | Koning Michaël I van Roemenië (1921-2017) x 1948-2016 Prinses Anne van Bourbon-Parma (1923-2016)                  | Koning Michaël I van Roemenië (1921-2017) x 1948-2016 Prinses Anne van Bourbon-Parma (1923-2016)                                  | Koning Michaël I van Roemenië (1921-2017) x 1948-2016 Prinses Anne van Bourbon-Parma (1923-2016)                                  | Koning Michaël I van Roemenië (1921-2017) x 1948-2016 Prinses Anne van Bourbon-Parma (1923-2016)                   | Koning Michaël I van Roemenië (1921-2017) x 1948-2016 Prinses Anne van Bourbon-Parma (1923-2016)                   | Koning Michaël I van Roemenië (1921-2017) x 1948-2016 Prinses Anne van Bourbon-Parma (1923-2016)                  | Koning Michaël I van Roemenië (1921-2017) x 1948-2016 Prinses Anne van Bourbon-Parma (1923-2016)                  | Koning Michaël I van Roemenië (1921-2017) x 1948-2016 Prinses Anne van Bourbon-Parma (1923-2016)         | Koning Michaël I van Roemenië (1921-2017) x 1948-2016 Prinses Anne van Bourbon-Parma (1923-2016)         | Koning Michaël I van Roemenië (1921-2017) x 1948-2016 Prinses Anne van Bourbon-Parma (1923-2016)   | Koning Michaël I van Roemenië (1921-2017) x 1948-2016 Prinses Anne van Bourbon-Parma (1923-2016)   |
| Kroonprinses Margaretha (1949) x 1996 Radu Duda (1960) | | | | | | | | | | | | | | | | |